# Trinity (Diskothek)
Das Trinity im Hamburger Stadtteil Eimsbüttel war eine Nobel-Diskothek der 1980er Jahre. Die Diskothek wurde dem New Yorker Studio 54 nachempfunden und im Dezember 1978 im ehemaligen Tanzpalast „Kaisersaal“ eröffnet. Nach dem Ende des Trinity 1993 befindet sich in dem Gebäude der heutige Delphi Showpalast.
Sieben Innenarchitekten arbeiteten fünf Monate lang in rund zweitausend Arbeitsstunden an über einhundert Detailplänen, die in monatelanger
Arbeit umgesetzt wurden.
Es wurden 80.000 m Kabel verlegt, 1000 Lampen und Scheinwerfer, 300 m Neon-Lightshow-Röhren. 270 einzelne Schalter zur Bedienung um das Touchboard. 2 riesige Behälter unter der DJ-Kanzel (man ging dort neben der Kanzel in eine Art Keller)für die Nebelshow. Diese Behälter wurden mit Trockeneis befüllt und dann ließ man heißes Wasser darauf laufen. Die US-Zeitschrift Billboard (zu der Zeit die DJ-Zeitschrift) hat die Lightshow des Trinity zur besten der Welt gekürt.
Richard Long and Associates, New York, Leistung 10.000 Watt, davon 2 Basslautsprecher unter der Tanzfläche, sowie 30 Lautsprecher in Gruppen um die Tanzfläche herum. 4 Endstufen, 2-Kanal DBX Equalizer. Um die Anlage auf ein Optimum an Sound einzustellen brauchte man die Fachleute von Richard Long.
Die Tanzfläche hatte eine Fläche von 200 m². Es gab 350 Sitzplätze und ca. 1000 Personen hatten Platz. Eine Mainbar unten, zusätzlich zwei Bars links und rechts neben der Tanzfläche. Auf der Galerie gab es ebenfalls eine Bar. Angestellte inklusive DJ und LJ: Es waren ständig zwischen 40 und 50 Personen beschäftigt, Barleute, Kellner, Pagen, Kasse, Hausmeister, Techniker usw.
Die Räumlichkeiten waren für damalige Verhältnisse groß, die Einrichtung teuer, die Lichtanlage, an der ein eigener „Light-Jockey“ arbeitete, aufwendig.
Das Trinity war auch Veranstaltungsort für Konzerte. In den 1980er Jahren spielten dort unter anderem Depeche Mode, Level 42 oder Shakatak.
Die Schließung erfolgte 1986; unter anderem Namen (Base) wurde weitere vier Jahre in den Räumlichkeiten eine Diskothek betrieben, bis auch diese geschlossen wurde. Bis zum Jahr 1992 wurde wieder unter dem alten Namen TRINITY die Diskothek betrieben. Dann wurden die Türen für immer geschlossen. In den ehemaligen Räumen des Trinity befindet sich mittlerweile der Delphi Showpalast.
Im Jahre 2006 hatten Andreas Luther und Swen Geiss die Idee, eine Website über das ehemalige Trinity ins Netz zu stellen. Dies erfolgte im Jahr 2007 mit großem Erfolg. Die ersten beiden Revival-Partys fanden zusammen mit 54Disco.de und Trinity Hamburg.de im Jahr 2007 im Edelfettwerk Hamburg statt. Mit dabei die DJs aus dem Trinity von damals wie Jens Lissat, Gary D. und Swen Geiss. Im Jahr 2008 übernahmen die Revivalparty Kühl und Lissat und veranstalten diese mit Erfolg bis heute, zuletzt in der original Trinity-Location.